# Recensement de Colombie de 1905
Le recensement de Colombie de 1905 est un recensement de la population lancé en 1905 à partir du 15 juin dans la République de Colombie. Le résultat fut dévoilé en 1907. La Colombie comptait alors 4 533 777 habitants.